# Lilian Baels

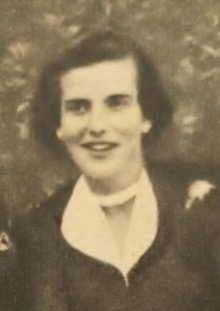
Lilian Baels

Mary Lilian Henriette Lucie Josephine Ghislaine Baels (Londen, 28 november 1916 – Brussel, 7 juni 2002), prinses van België, prinses van Retie, was de tweede echtgenote van de Belgische koning Leopold III.

## Biografie
Baels werd geboren in Londen, waar haar ouders wegens oorlogsomstandigheden naartoe waren gevlucht. Ze was het zesde kind van Hendrik Baels, een Oostendenaar die het tot minister en in 1933 tot gouverneur van West-Vlaanderen bracht en Anne De Visscher, dochter van notaris en burgemeester Adolf De Visscher uit het West-Vlaamse Dentergem.

### Kennismaking met het koninklijk hof
Koning Leopold was nog maar 34 jaar oud, toen in 1935 zijn vrouw, koningin Astrid, op 29-jarige leeftijd omkwam in een auto-ongeluk. Hij bleef alleen achter met drie kinderen: Josephine Charlotte, Boudewijn en Albert.
Koning Leopold had van de familie Lippens een stuk grond in Knokke het Zoute gekregen, waar hij een villa bouwde en graag ging golfen.
Wanneer Lilian koning Leopold voor het eerst heeft ontmoet, is niet bekend. Hun wegen moeten elkaar herhaaldelijk hebben gekruist bij de bezoeken van de koning aan West-Vlaanderen. Haar vader nam als gouverneur soms enkele van zijn kinderen mee toen koning Leopold bij een bezoek aan West-Vlaanderen Josephine Charlotte, Boudewijn of Albert meebracht. Later werd zij vermoedelijk door koningin-moeder Elisabeth geïntroduceerd, omdat ze haar nog rouwende zoon 'afleiding' wilde bezorgen. Aan Lilians ouders werd verteld dat ze zich met Leopolds kinderen zou bezighouden. In 2033, 50 jaar na Leopolds dood, zal hier wellicht meer duidelijkheid over komen, als privé-correspondentie van de betrokkenen openbaar gemaakt zal worden.
Leopold beloofde na de capitulatie aan de Duitse invallers in mei 1940 dat hij een krijgsgevangene zou zijn zoals zijn soldaten en hij hun lot wilde delen. Daarnaast wilde hij voorkomen dat zou uitlekken dat hij regelmatig met Lilian in zijn villa in Knokke verbleef.

### Huwelijk
Op 7 december 1941 liet kardinaal Van Roey in alle kerken een brief voorlezen: de koning en Lilian waren de dag voordien burgerlijk getrouwd en op 11 september kerkelijk getrouwd. Verder werd bekendgemaakt dat Lilian geen koningin zou worden en dat eventuele kinderen geen aanspraak op de troon konden maken (zie morganatisch huwelijk). Lilian kreeg de titel prinses van Retie.
Het nieuws sloeg in als een bom, vooral vanwege de belofte van Leopold aan zijn krijgsgevangen soldaten. Dat de weduwnaar Leopold zich toch met vrouwen bezighield, viel in slechte aarde. De herinnering aan de geliefde Astrid, die nog maar zes jaar overleden was, lag ook nog vers in het geheugen. Bovendien was Lilian een burgermeisje.
Toen prins Alexander op 18 juli 1942 geboren werd, begreep iedereen waarom dit huwelijk aangekondigd moest worden en groeide de twijfel over het kerkelijk huwelijk, waarover geen enkel document bestond, enkel het woord van de kardinaal. Door het wettelijk huwelijk maakte Alexander aanspraak op de titel Prins van België.
Kort na de geallieerde Landing in Normandië op 6 juni 1944 werd Leopold met zijn gezin door de Duitse bezetter weggevoerd. Zijn broer Karel werd, twee weken na de bevrijding van België, op 20 september datzelfde jaar door de Verenigde Kamers tot regent verkozen. Na de capitulatie van Duitsland stelde Leopold aan de regering zulke hoge eisen voor zijn terugkeer, dat de regering steeds meer op troonsafstand aandrong. Leopold bleef uiteindelijk vijf jaar in het Zwitserse Prégny. Met Lilian leidde hij er een mondain leven. Maar tegelijk zorgde Lilian goed voor Leopolds kinderen. Zo is bekend dat Boudewijn haar als zijn moeder beschouwde. Toen Leopold na een referendum, waarbij in Vlaanderen een meerderheid voor en in Wallonië een meerderheid tegen was, in 1950 eindelijk kon terugkeren, vielen er doden bij een protestbetoging. Het land was ernstig verdeeld door wat historici de Koningskwestie noemen. De koning besliste uiteindelijk de troon aan zijn toen 20-jarige zoon Boudewijn over te dragen.
Na het terugtreden van koning Leopold III kreeg het paar nog twee dochters: de prinses Marie-Christine in 1951 en de prinses Marie Esmeralda in 1956.

### Ambitieus
Voor waarnemers was het duidelijk dat het Lilian was die Leopold zo onvermurwbaar maakte. Zij had maar één ambitie: koningin worden. Ook na de troonsafstand van Leopold had de prinses veel invloed op haar stiefzoon. Ze beheerste het Belgische hof en bemoeide zich met veel dossiers, vooral met huwelijkskandidaten voor Boudewijn.

### Bannelingen van Laken

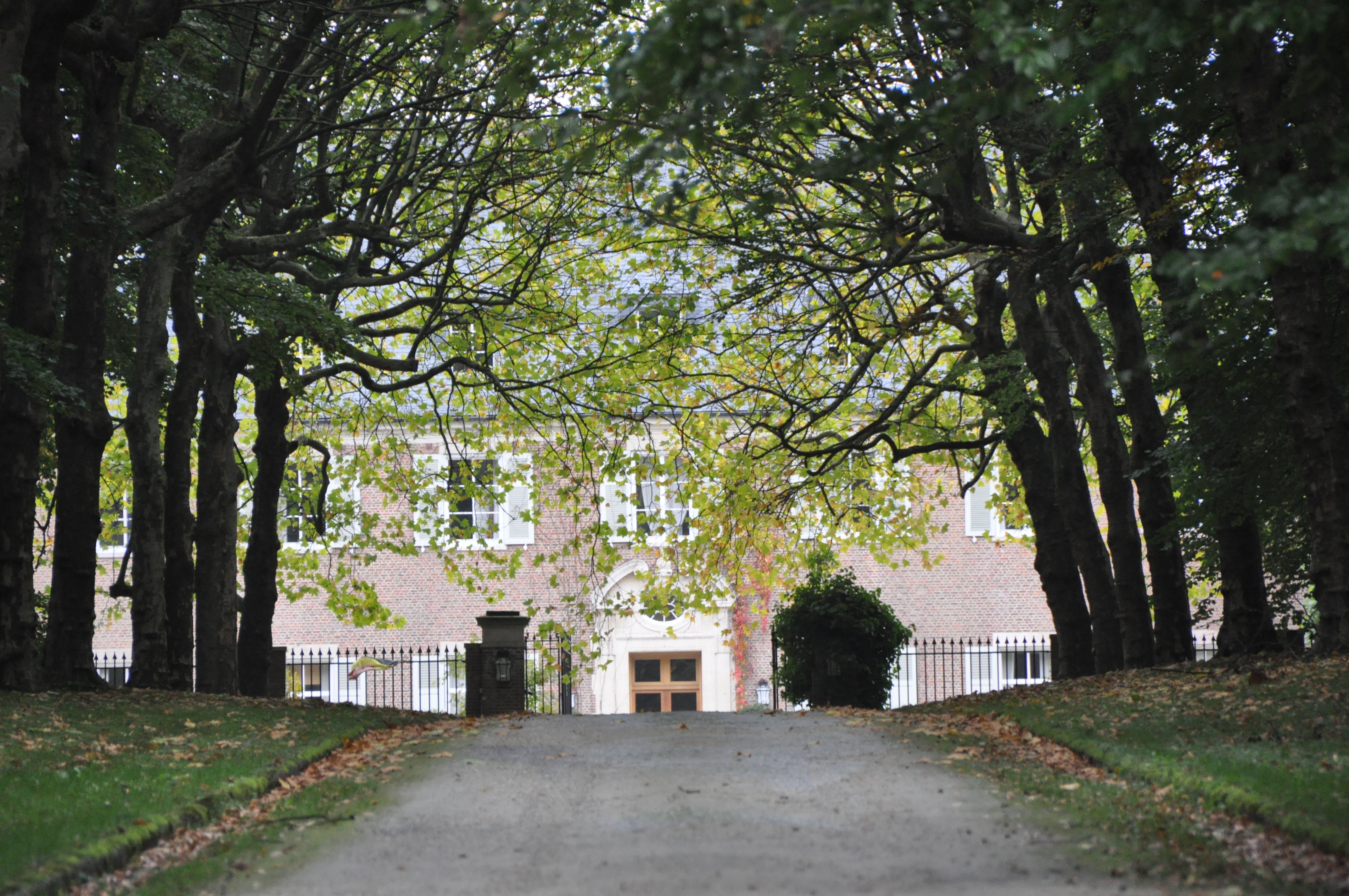
Kasteel van Argenteuil

In 1959 vroeg Leopold aan paus Johannes XXIII om zijn zoon Albert en prinses Paola Ruffo di Calabria in Rome te huwen. De regering was het daar niet mee eens en vroeg aan de paus om het huwelijk niet in te zegenen. De paus willigde dit verzoek in, waarna het huwelijk van Albert en Paola in Brussel plaatsvond.
Na het huwelijk van Boudewijn met Fabiola Mora y Aragón in 1960 vertrokken Leopold en Lilian uit Laken; de regering meende dat er geen twee koningen op Laken konden blijven wonen. Ze vestigden zich op het kasteel van Argenteuil nabij Waterloo.
Koning Leopold III overleed in 1983. Lilian overleed op 7 juni 2002 aan de gevolgen van een hersenbloeding. Het koninklijk paleis kondigde het overlijden van prinses Lilian aan door middel van een officieel communiqué. Haar uitvaart bracht de voltallige koninklijke familie voor het eerst in bijna twintig jaar opnieuw samen. Alleen Lilians dochter Marie-Christine ontbrak. Lilian kreeg geen staatsbegrafenis, en rust - op verzoek van Leopold - naast haar echtgenoot en koningin Astrid.

## Populariteit
De prinses was nooit echt geliefd bij het Belgische volk. De geruchten gingen dat zij kunstwerken en juwelen van de koninklijke familie zou hebben verkocht. De bekende Cartier-tiara van koningin Elisabeth belandde via een veiling terug in de collectie van Cartier.